# الزكي عبد الله
الزكي عبد الله المستور هو أبو عبد الله الإمام الحسين المستور الزكي بن التقي محمد
ولد عام 210 هجري وتوفي عام 262 هجري ويعتبر الإمام العاشر لللإسماعيلين بكافة طوائفهم.
| قبله: التقي محمد | أئمة الشيعة الإسماعيلية | بعده: عبيد الله المهدي |